# Physiotherapie (Heilpraktikergesetz)
Es ist seit 2009 bundesweit möglich, mit einer gegenständlich beschränkten (sektoralen) Heilpraktikererlaubnis die Physiotherapie als eigenständigen und abgrenzbaren Heilberuf auszuüben, ohne Zuweisung durch einen Arzt oder (allgemeinen) Heilpraktiker. Das gilt derzeit nur in der Bundesrepublik Deutschland. Die Zulassung kann nach Aktenlage erfolgen, also nur durch das Einreichen der entsprechenden Nachweise und Qualifikationen, oder durch eine schriftliche und/oder mündliche Prüfung. Die Zulassung regelt das Gesundheitsamt, welches für den jeweiligen Wohnort zuständig ist.

## Geschichte
Das Heilpraktikergesetz regelt nur die Erteilung einer Erlaubnis zur Ausübung der (umfassenden) Heilkunde, ohne eine Approbation als Arzt zu besitzen. Aus dem Wunsch heraus, die Psychotherapie nicht nur als weisungsabhängigen Heilhilfsberuf neben den ärztlichen Psychotherapeuten ausüben zu dürfen, hatten Diplompsychologen Anfang der 1980er Jahre begehrt, angelehnt an das Heilpraktikergesetz eine nur für das Gebiet der Psychotherapie geltende Tätigkeitserlaubnis zu erhalten (→ Psychotherapie (Heilpraktikergesetz)). Aus der Idee heraus, dass das Heilpraktikergesetz solches zwar nicht regele, aber auch nicht verbiete, hat das Bundesverwaltungsgericht schließlich 1993 Regelungen geschaffen, nach denen jedermann, der mindestens Volksschulbildung besitzt und die sektorale Qualifikation, eine sektorale Heilpraktikererlaubnis im Gebiet der Psychotherapie erhalten kann. Damit war eigenständiges Arbeiten möglich, ohne Zuweisung durch den Arzt oder Heilpraktiker.
Die Pflicht zur Führung der Berufsbezeichnung „Heilpraktiker“ bestand und besteht für dieses Berufsbild nicht. Da Patienten dadurch auch falsche Erwartungen über die Tätigkeiten bekommen könnten (Irreführung), ist diese Bezeichnung auch freiwillig nicht zu führen.
Im Jahre 2004 begehrten Physiotherapeuten mit entsprechender vorgegebener Berufsausbildung und Abschluss ebenfalls, die reine Heilhilfstätigkeit aufgeben zu dürfen und eigenständig behandeln zu dürfen. Das, beschränkt nur auf das Gebiet der Physiotherapie und ohne Führung der Berufsbezeichnung „Heilpraktiker“. Dabei nahmen sie Bezug auf die Regelungen in der Psychotherapie, bei der Personen, die über eine entsprechende qualifizierte Vorbildung verfügten, keine Überprüfung mehr ablegen mussten und nach Aktenlage die ausdrücklich beschränkte Erlaubnis erhielten.
Nach anfänglicher Ablehnung bekamen sie vor dem Oberverwaltungsgericht Koblenz im Urteil vom 21. November 2006 (6 A 1027/06) recht. Die Erteilung einer gegenständlich beschränkten Erlaubnis nach dem Heilpraktikergesetz auf dem Gebiet der Physiotherapie wurde zumindest in Rheinland-Pfalz damit möglich. Weil die Titelführungsvorschrift „Heilpraktiker“ sich nämlich bei ihrer verfassungskonformen Auslegung auf den Personenkreis der Heilpraktiker ohne spezielle heilkundliche Berufsausbildung, dem anders als den Klägern nur eine umfassende Heilpraktikererlaubnis zuteilwerden kann, konzentriert, brauchte diese Bezeichnung nicht geführt zu werden. „Einen sachlichen Grund, die Berufsbezeichnung ohne Ausnahme auf das gesamte Berufsfeld der nicht approbierten Heilbehandler anzuwenden, gibt es nicht.“ Das kann auch „aus Gründen des Verkehrsschutzes angezeigt sein, wenn der Berechtigte nur über eine eingeschränkte Heilpraktikererlaubnis verfügt und dieser Umstand in der Berufsbezeichnung mangels geeigneter Zusätze keinen entsprechenden Niederschlag finden kann.“
Auf eine auch sachlich beschränkte Überprüfung im Tätigkeitsgebiet Physiotherapie wurde verzichtet, weil die Befugnis zur Führung der Berufsbezeichnung „Physiotherapeut“ eine entsprechende Ausbildung und staatliche Prüfung voraussetzt und damit Mindestkenntnisse erwartet werden können, die eine Gefahr für die Volksgesundheit, die vom Tätigsein ausgehen könnte, ausschließen können.
Nicht alle Bundesländer wollten dem folgen, so dass schließlich das Bundesverwaltungsgericht darüber zu entscheiden hatte. Im Urteil vom 26. August 2009 (- BVerwG 3 C 19.08) wurde bestätigt, dass eine solche sektorale Heilpraktikererlaubnis erteilt werden kann. Das Gericht hat dabei seinen Überlegungen zur beschränkten Erlaubnis auf dem Gebiet der Psychotherapie von 1993 als für alle möglichen künftigen sektoralen (gegenständlich beschränkten) Heilpraktikererlaubnisse allgemeingültig gemacht. Auch betreffend der Beschränkung der Pflicht zur Führung der Berufsbezeichnung „Heilpraktiker“ nur auf Personen mit umfassender Heilpraktikererlaubnis.
Das Bundesverfassungsgericht begründete dieses sinngemäß, dass das Berufsbild des Physiotherapeuten ebenso wie andere Gesundheitsfachberufe auf eine Krankenbehandlung nach ärztlicher Verordnung ausgerichtet ist. Die Ausbildung berechtige nicht zur eigenverantwortlichen Ausübung der Heilkunde.
Aber: die gesetzliche Fixierung des Berufsbildes stehe andererseits einer eigenverantwortlichen Ausübung der Heilkunde mit den Mitteln der Physiotherapie nicht entgegen, wenn die Voraussetzungen des Heilpraktikergesetzes für die Erteilung einer Erlaubnis erfüllt seien.
Diese Erlaubnis könne bei ausgebildeten Physiotherapeuten auf ihr Gebiet beschränkt sein.
Es sei nicht gerechtfertigt, einen Physiotherapeuten auf den Erwerb einer uneingeschränkten Heilpraktikererlaubnis und damit auf eine umfassende Kenntnisüberprüfung zu verweisen, wenn er nur auf dem abgrenzbaren Bereich der Physiotherapie tätig werden wolle.
Jedoch bestand es darauf, dass auch nach Physiotherapeutengesetz zugelassene Physiotherapeuten eine eingeschränkte Überprüfung ablegen müssen. Es war keine Befreiung davon nur aufgrund der Physiotherapeutenausbildung vorgesehen. Es hob in diesem Bereich das Urteil des OVK Koblenz auf. Jedoch darf sich diese Überprüfung nur darauf beziehen:
„Der jeweilige Antragsteller muss nachweisen, dass er ausreichende Kenntnisse über die Abgrenzung der heilkundlichen Tätigkeit als Physiotherapeut gegenüber der den Ärzten und den allgemein als Heilpraktiker tätigen Personen vorbehaltenen heilkundlichen Behandlungen besitzt und ausreichende diagnostische Fähigkeiten in Bezug auf die einschlägigen Krankheitsbilder hat. Außerdem sind Kenntnisse in Berufs- und Gesetzeskunde einschließlich der rechtlichen Grenzen der nichtärztlichen Ausübung der Heilkunde nachzuweisen.“
Die Ausübung der allgemeinen Heilkunde über das Gebiet der Physiotherapie hinaus ist Personen, die diese sektorale (beschränkte) Erlaubnis haben, unter Strafandrohung verboten. Mögliche über das Gebiet der Physiotherapie hinausgehende Krankheitszusammenhänge müssen durch Arzt oder (echten) Heilpraktiker abgeklärt werden.

## Situation jetzt
Eine ganze Reihe von Physiotherapeuten macht von dieser Möglichkeit Gebrauch, eigenständig (ohne ärztliche Zuweisung) im Berufsbild Physiotherapie als Heilberufler tätig zu sein. Jedoch können sie diese Tätigkeiten dann nicht mit gesetzlichen Krankenkassen abrechnen. Diese Kassenabrechnung setzt weiterhin voraus, dass die Behandlung aufgrund und nur im Umfang einer ärztlichen Verordnung stattfindet. Die Kassenzulassung für diesen Tätigkeitsbereich als Heilhilfsberufler wird wohl durch die sektorale Heilpraktikererlaubnis nicht aufgehoben. Die Kostenerstattung durch private Krankenversicherungen und die Beihilfestellen sind vertragsabhängig möglich. Patienten sollten nachfragen.
Die Praxistätigkeit beschränkt sich weiterhin auf die von Physiotherapeuten erlernten manuellen Fähigkeiten.
Untersagt sind weiterhin die Ausübung der
- Osteopathie
- Chiropraktik
- invasive Eingriffe (Akupunktur mit Nadeln sowie Injektionen einschl. Blutentnahmen)
- medikamentöse Behandlungen einschließlich Ausstellen von Rezepten zu diesem Zweck

## Berufsbezeichnung
Die Berufsbezeichnung heißt "Sektoraler Heilpraktiker für Physiotherapie" oder "Heilpraktiker Physiotherapie".

## Situation in den Bundesländern
Die Zulassungen werden bundesweit nicht einheitlich durchgeführt.

Offiziell wird überall „nach Aktenlage“ entschieden, ob die Erlaubnis erteilt wird.
In NRW gilt seit Ende 2012 die Regelung, dass eine 60-stündige spezielle Schulung absolviert werden muss. Wird diese bei einer vom Gesundheitsamt anerkannten Schule durchgeführt, die sich nach dem amtlichen sog. Kriterienkatalog richtet, und die abschließende schulinterne Prüfung bestanden, kann der Antrag auf Erlaubnis zur Nachqualifizierung beim jeweiligen zuständigen Gesundheitsamt eingereicht werden. Eine amtsärztliche Prüfung entfällt.
In den meisten Bundesländern verhält es sich ähnlich. Voraussetzung ist die amtlich anerkannte Schulung. In Niedersachsen werden die meisten Anwärter ähnlich wie in NRW behandelt, kann allerdings von Amt zu Amt noch unterschiedlich sein. In NRW ist in der Regel das Amt in Düsseldorf zuständig, sonst Dortmund.
Die Berliner Gesundheitsämter akzeptieren diese Regelung bisher ohne Komplikationen, wenn die Schulung anerkannt ist. Die Berliner Anwärter klären dieses vorher mit ihren zuständigen Ämtern ab.
Schleswig-Holstein war bis jetzt nicht entgegenkommend, dort wird meist eine Prüfung beim Amtsarzt verlangt, ebenso in Hamburg und Bremen.
Sachsen, Sachsen-Anhalt, Thüringen sowie Mecklenburg/Vorpommern sind ebenfalls wie Berlin entspannt (keine Amtsarztprüfung), in Thüringen müssen bis jetzt allerdings einige Bewerber ihre Anträge beim Ordnungsamt stellen, da die Neuregelung zum sektoralen HP noch nicht einheitlich bekannt ist. Dort kann es noch zu Verzögerungen und Komplikationen bis zur Erlaubnis kommen.
Hessen scheint keine einheitliche Linie entwickelt zu haben, manche erhalten ihre Erlaubnis nach einer kurzen amtsärztlichen Überprüfung, andere haben große Schwierigkeiten. Die Düsseldorfer Schulungskriterien werden dort nicht akzeptiert.
Im Saarland ist es ebenso nicht geklärt, aber rigorose Ablehnungen sind nicht bekannt.
Baden-Württemberg verlangt in jedem Fall eine Amtsarztprüfung, ebenso wie Bayern.
Hier sind allerdings von einigen wenigen Ämtern die Zulassungen erteilt und die Kriterien von Düsseldorf akzeptiert worden. Die meisten bayerischen Ämter sind weiterhin sehr rigide bei der Behandlung der Anwärter zum sektoralen Heilpraktiker Physiotherapie.
Aufgrund der individuellen Durchführung in den verschiedenen Bundesländern spricht man mittlerweile von einem „Erlaubnistourismus“, d. h. einige bayerische, hessische oder württembergische Physiotherapeuten melden ihren ersten Wohnsitz für eine Zeit in einem Bundesland ihrer Wahl an, wo es entspannter abläuft und erreichen dort ihre Qualifizierung. Eine in Berlin oder anderswo ausgestellte Heilpraktikererlaubnis ist in jedem andern Bundesland gültig.

## Gebühren
Für die Zulassung zum "Sektoralen Heilpraktiker in der Physiotherapie" wird vom Gesundheitsamt eine Gebühr erhoben. Die Höhe der Gebühren kann von den Ämtern nach belieben bis maximal 800 Euro festgesetzt werden.
So schwanken die Gebühren je nach Gesundheitsamt und Bundesland momentan zwischen 150 Euro und 660 Euro.

## Formalitäten
Um eine Zulassung zu beantragen, muss man eine Vielzahl an Dokumenten (beglaubigt) einreichen:
- Berufsurkunde Physiotherapeut
- Nachweis einer mindestens 4-jährigen Berufstätigkeit
- Lebenslauf
- polizeiliches Führungszeugnis
- Geburtsurkunde
- ärztliches Attest
- Wohnortnachweis
- ein Gesundheitszeugnis
- verschiedene Erklärungen und Versicherungen bzgl. Ausübung der Heilkunde

Die Liste der einzureichenden Unterlagen kann innerhalb der Gesundheitsämter etwas abweichen.